# Trentepohlia cameronensis
Trentepohlia cameronensis är en tvåvingeart som beskrevs av Edwards 1928. Trentepohlia cameronensis ingår i släktet Trentepohlia och familjen småharkrankar. Inga underarter finns listade i Catalogue of Life.